# Novyj Sulak
Novyj Sulak (in russo Но́вый Сула́к?) è un insediamento di tipo urbano della Russia situato nel Daghestan. Fa parte del distretto urbano della città di Kiziljurt.
L'insediamento è situato nella periferia occidentale di Kiziljurt.